# Cribrilina uniserialis
Cribrilina uniserialis är en mossdjursart som beskrevs av Harmelin 1978. Cribrilina uniserialis ingår i släktet Cribrilina och familjen Cribrilinidae. Inga underarter finns listade i Catalogue of Life.